# Нижньоулу-Єлгинська сільська рада
Нижньоу́лу-Єлги́нська сільська рада (рос. Нижнеулу-Єлгинский сельский совет) — муніципальне утворення у складі Єрмекеєвського району Башкортостану, Росія. Адміністративний центр — село Нижньоулу-Єлга.

## Населення
Населення — 710 осіб (2019, 779 в 2010, 776 в 2002).

## Склад
До складу поселення входять такі населені пункти:
| Населений пункт          | Населення, осіб (2002) | Населення, осіб (2010) |
| ------------------------ | ---------------------- | ---------------------- |
| Большезінгереєво, село   | 197                    | 188                    |
| Верхньоулу-Єлга, село    | 177                    | 182                    |
| Нижньоулу-Єлга, село     | 322                    | 335                    |
| Новоніколаєвка, присілок | 80                     | 74                     |